# 黒部市立高志野中学校
黒部市立高志野中学校（くろべしりつ こしのちゅうがっこう）は、富山県黒部市にかつて存在した市立中学校。

## 沿革
- 1947年4月 - 生地町立生地中学校が、生地小学校の8教室を間借りして開校[2]。
- 1949年7月 - 大坪第一鉱泉の隣に新校舎が竣工[2]。
- 1954年
  - 3月31日 - 桜井町生地町学校組合立生桜中学校に改称[2]。
  - 4月1日 - 黒部市市制施行に伴い、黒部市立北部中学校に改称[2]。
- 1955年5月7日 - 北部中学校が、現在地にて竣工[2]。
- 1956年6月 - 村椿分校を統合。
- 1958年4月1日 - 現校名に変更。同時に大布施地区のうち中新、栃沢、古御堂、北野、金屋が中部中学校校区から古志野中学校校区となる[2]。
- 1985年10月15日 - 情報処理室、多目的ホール、野外ステージなどを備えた現校舎と校門が完成[2]。
- 2020年 - 黒部市立鷹施中学校と統合し、黒部市立清明中学校となった。統合後の校舎は、現校舎が使用される見込み。校名は、新たなものが公募される[3]。

## 通学区域
通学区域は以下の通りである。
- 黒部市立生地小学校 - 全域
- 黒部市立村椿小学校 - 全域
- 黒部市立中央小学校 - 栃沢、中新、古御堂、金屋、北野、堀高の一部、堀切の中高橋川より北側

## 著名な出身者
- 武隈義一（黒部市長、元厚生労働省石川労働局長）